# سفيند آغي سورينسن
سفيند آغي سورينسن (بالدنماركية: Svend Aage Sørensen)‏ (3 أغسطس 1926 – 27 سبتمبر 2002) هو ملاكم دنماركي راحل، مثّل بلاده في الألعاب الأولمبية الصيفية 1948.

## روابط خارجية
سفيند آغي سورينسن على موقع أوليمبيديا (الإنجليزية)